# Footwork FA16
A Footwork FA16 egy Formula–1-es versenyautó, amit a Footwork Arrows csapat tervezett az 1995-ös Formula–1 világbajnokságre. Pilótái Gianni Morbidelli és Inoue Taki voltak, a szezon közepén pedig az előbbit helyettesítő Max Papis.

## Áttekintés
Az eredmények elmaradása miatt a csapat szűkebb költségvetésből kellett hogy dolgozzon, ezért fizetős pilótát alkalmaztak Inoue Taki személyében, és a Ford-motorokat is a Hart olcsóbb erőforrásaira cserélték. Morbidelli szezon közbeni leváltásának is pusztán pénzügyi okai voltak. A pénzhiány miatt nem volt elég lehetőségük tesztelni és fejleszteni, az olcsó Hart-motorok pedig gyengék és kevéssé megbízhatóak voltak.
Egészen a szezonzáróig úgy tűnt, hogy Morbidelli kanadai egy pontja lesz a csapat egyetlen pontszerzése az idényben, de az ausztrál nagydíjon, amely sok kiesőt hozott magával, még a dobogóra is felállhatott. Inoue teljesítménye azonban csapnivaló volt, és rendszeres kiesésein kívül leginkább két balesete miatt alakított emlékezeteset. Monacóban a szabadedzés végén érthetetlen módon összeütközött a mezőnyt kísérő felvezető autóval, és miután a biztonsági öve már ki volt kapcsolva, kiesett az autójából. Bukósisakja mentette meg a komolyabb sérüléstől, a versenyen már rajthoz állhatott. A magyar nagydíjon ki kellett állnia a versenyből, a pálya szélére kormányozta az autóját és elrohant egy tűzoltókészülékért. Visszafelé szaladva nem vette észre az érkező orvosi autót, ami elütötte.
A csapat végül konstruktőri nyolcadik lett, dobogós helyezésükkel a pontegyenlőség ellenére megelőzve a Tyrrell csapatát.

## Eredmények
| Év   | Csapat        | Motor    | Gumik | Pilóták           | 1   | 2   | 3   | 4   | 5   | 6   | 7   | 8   | 9   | 10  | 11  | 12  | 13  | 14  | 15  | 16  | 17  | Pontok | Helyezés |
| ---- | ------------- | -------- | ----- | ----------------- | --- | --- | --- | --- | --- | --- | --- | --- | --- | --- | --- | --- | --- | --- | --- | --- | --- | ------ | -------- |
| 1995 | Footwork Hart | Hart 830 | G     |                   | BRA | ARG | SMR | ESP | MON | CAN | FRA | GBR | GER | HUN | BEL | ITA | POR | EUR | PAC | JPN | AUS | 5      | 8.       |
| 1995 | Footwork Hart | Hart 830 | G     | Gianni Morbidelli | KI  | KI  | 13  | 11  | 9   | 6   | 14  |     |     |     |     |     |     |     | KI  | KI  | 3   | 5      | 8.       |
| 1995 | Footwork Hart | Hart 830 | G     | Max Papis         |     |     |     |     |     |     |     | KI  | NI  | KI  | KI  | 7   | NI  | 12  |     |     |     | 5      | 8.       |
| 1995 | Footwork Hart | Hart 830 | G     | Inoue Taki        | KI  | KI  | KI  | KI  | KI  | 9   | KI  | KI  | KI  | KI  | 12  | 8   | 15  | NI  | KI  | 12  | KI  | 5      | 8.       |

## Forráshivatkozások
1. ↑  Gianni Morbidelli • Career & Character Info | Motorsport Database (brit angol nyelven). Motorsport Database - Motor Sport Magazine. (Hozzáférés: 2024. november 25.)
2. ↑  Wapojif, Mr: Taki Inoue: The Worst F1 Driver Ever? (angol nyelven). Professional Moron, 2020. január 6. (Hozzáférés: 2024. november 25.)
3. ↑  A Footwork-sztori (magyar nyelven). Napi F1 sztori, 2019. szeptember 23. (Hozzáférés: 2024. november 25.)